# 弗拉哈姆
弗拉哈姆是奥地利上奥地利州埃弗丁县的一个市镇。总面积17平方公里，总人口2052人，人口密度120.7人/平方公里（2005年）。